# Stanislao Poniatowski (1754-1833)

Stemma dei Poniatowski

Il principe Stanislao Poniatowski (Varsavia, 23 novembre 1754 – Firenze, 13 febbraio 1833) è stato un nobile, politico e militare polacco, Gran Tesoriere della Lituania, Cavaliere dell'Ordine dell'aquila bianca, nipote dell'ultimo sovrano del regno di Polonia Stanislao II.

## Biografia
Principe polacco membro della famiglia Poniatowski, comandante della guardie di fanteria della Corona (szef gwardii pieszej koronnej), grande tesoriere di Lituania (podskarbi wielki litewski) dal 1784 al 1791. Era il nipote dell'ultimo Re di Polonia e Granduca di Lituania, Stanislao II, che vedeva in lui un possibile successore.
Diventò cavaliere dell'Ordine dell'Aquila Bianca l'8 dicembre 1773. Colto e gran viaggiatore, ricco mecenate, particolarmente interessato agli studi di economia e di arte, non fu molto popolare presso la nobiltà polacca (szlachta) che lo vedeva come un rampollo arrogante e altezzoso.
Dopo le spartizioni della Polonia che posero fine all'esistenza della Confederazione polacco-lituana, Stanisław Poniatowski si trasferì in Italia, visse molti anni a Roma (dove governò per 14 anni il paese di San Felice Circeo dove fece molte opere per il miglioramento del borgo), per poi stabilirsi nel 1822 a Firenze allora capitale del Granducato di Toscana, che diventò la sua patria elettiva. Nel 1823 il principe Poniatowski acquistò il Palagio dei pini, antica villa di Rovezzano a pochi chilometri da Firenze. Sempre a Firenze, nel 1825 acquistò Palazzo Capponi nella centrale via Larga (oggi via Cavour), conosciuto anche come Palazzo Bastogi, che diventò la principale dimora della famiglia dove trasferì la sua ricchissima collezione d'arte. Negli stessi anni acquistò Palazzo Guadagni in via Ponte alle Mosse (conosciuto come Palazzo Poniatowski Guadagni), dove ancora oggi campeggia lo stemma di famiglia.
Fuori da Firenze, il principe acquistò Villa Letizia (conosciuta come Villa Poniatowski) e Villa di Monterotondo, entrambe a Livorno, e l'ex Abbazia di San Lorenzo a Coltibuono nel comune di Gaiole in Chianti in provincia di Siena.
Stanisław Poniatowski è il capostipite del ramo familiare dei Poniatowski che hanno il titolo di Principe Poniatowski e Principi Poniatowski di Monterotondo, titolo concesso dal granduca di Toscana che prendeva il nome da una località nei pressi di Livorno dove i Poniatowski possedevano una grande proprietà.

### Cassandra Luci

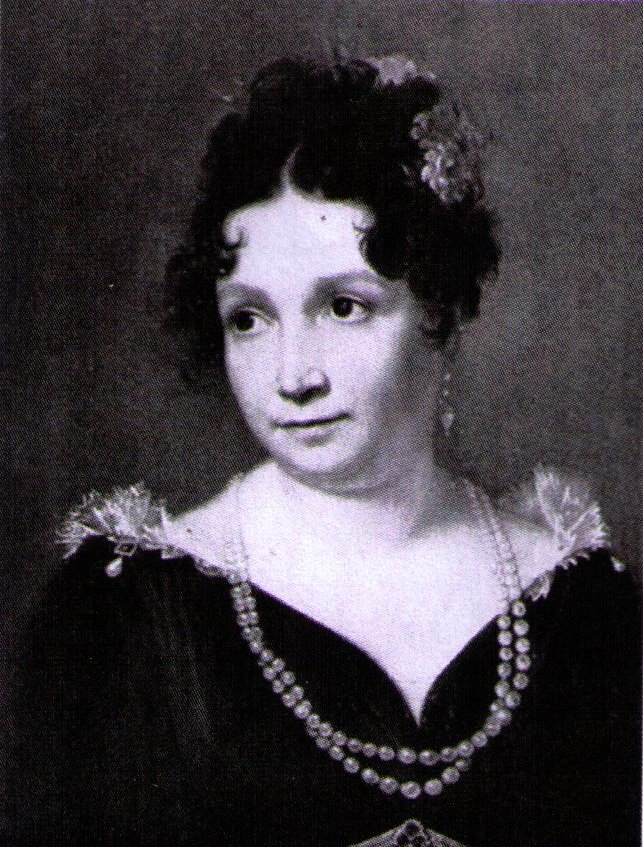
Cassandra Luci

Legato fin dal 1804 a Cassandra Luci (Roma, 1785 – Firenze, 1863) sposata in prime nozze a Vincenzo Venturini Benloch, il principe Poniatowski tentò invano di ottenere l'annullamento dalla Sacra Rota del matrimonio tra la Luci e il Benloch. Il principe ebbe 5 figli da Cassandra Luci, nati tra il 1806 e il 1816 fuori dal matrimonio, e nel 1822 in seguito al trasferimento a Firenze ottenne dal Granduca di Toscana Ferdinando III d'Asburgo-Lorena la possibilità di riconoscere i figli, «abilitati a godere delle prerogative e onori della Nobiltà, ad essi competente per diritto di sangue»:
- Isabella Luci (Roma, 1806 – Firenze, 1896), convolò a nozze tre volte, con il conte Prospero Bentivoglio, il marchese Zanobi Ricci, e infine con il marchese Filippo De Piccolellis. La figlia nata dal secondo matrimonio, Annamaria, sposò Alessandro Giuseppe Colonna-Walewski (1810-1868), figlio naturale di Napoleone Bonaparte e di Maria Walewska, e futuro ministro degli Esteri con Napoleone III.
- Carlo Luci (Roma, 1808 – Firenze, 1887), poi Poniatowski, primo Principe Poniatowski, e primo Principe di Monterotondo. Sposò Elisa Napoleone Montecatini (Lucca, 1808 - Lucca, 1893).
- Costanza Luci (Roma, 1811 – Firenze, 1851), sposò il conte Daniele Zappi.
- Giuseppe Michele Saverio Francesco Giovanni Luci (Roma, 1816 – Londra, 1873), poi Poniatowski, secondo Principe Poniatowski, e secondo Principe di Monterotondo. Cantante e compositore musicale, nel 1849 fu nominato da Leopoldo II ministro plenipotenziario della Toscana e fu inviato a Parigi, Londra e Bruxelles. Sposò la contessa Matilde Perotti con la quale ebbe un figlio:
  - Stanislaus August Friedrich Joseph Telemach Luci (Firenze, 1835 – Parigi, 1908), poi Poniatowski, diventò terzo Principe Poniatowski, terzo Principe di Monterotondo. Stanislao Augusto sposò a Parigi nel 1856 Louise Le Hon (Parigi, 1838 - Parigi 1931), figlia illegittima del duca de Morny, lui stesso figlio illegittimo del conte Auguste Charles Joseph de Flahaut e di Ortensia di Beauharnais, regina d'Olanda, e perciò fratellastro dell'imperatore Napoleone III.
- Michele Luci (Roma, 1816 – Firenze, 1864), fondò il settimanale "Imparziale fiorentino", al quale collaborarono anche Niccolò Tommaseo, Celestino Bianchi e Augusto Conti. Michele Luci fu l'unico figlio maschio al quale non fu concesso il titolo di principe Poniatowski di Monterotondo.

## Galleria d'immagini

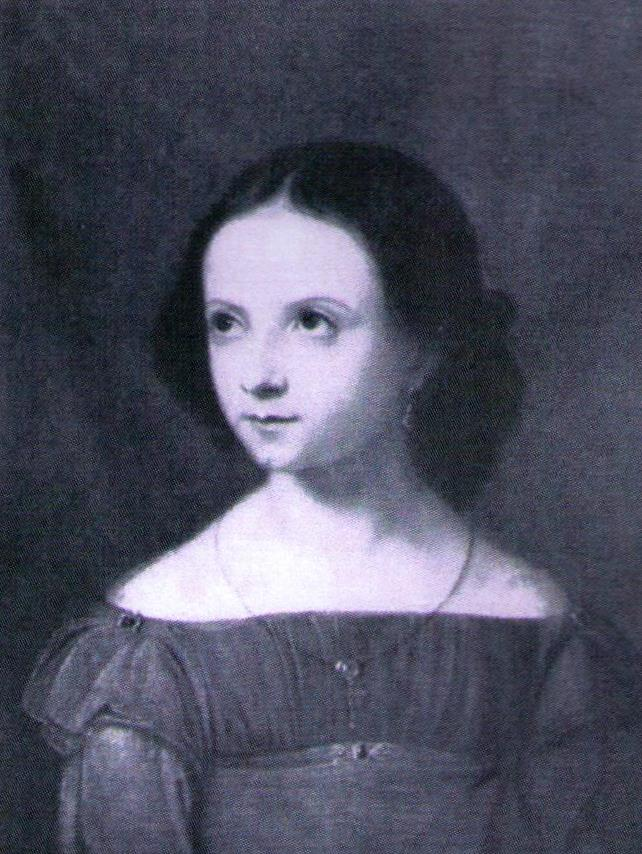
Costanza Luci
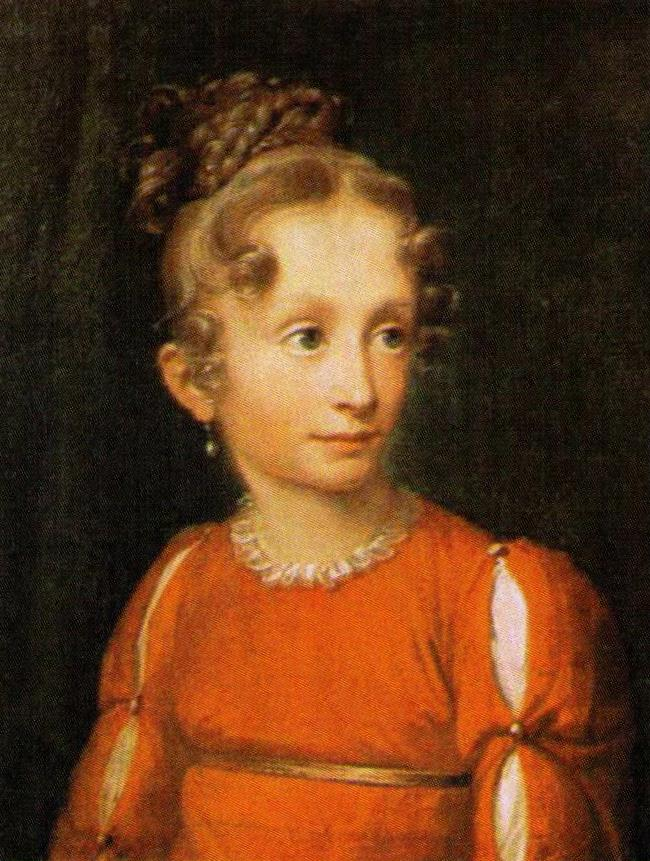
Isabella Luci
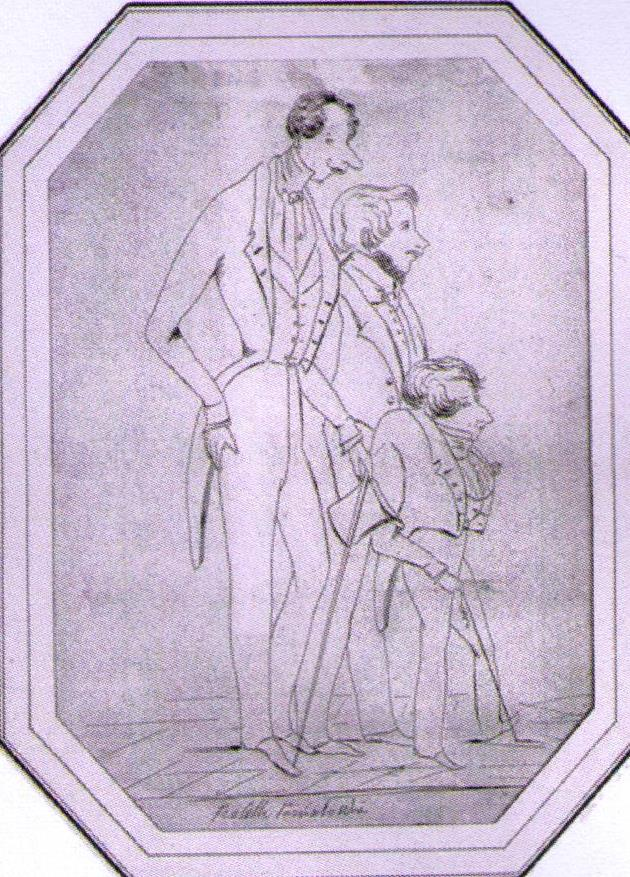
Carlo, Giuseppe e Michele Luci-Poniatowsky in una caricatura dell'epoca